# Temnotrochus kermadecensis
Temnotrochus kermadecensis is een rifkoralensoort uit de familie van de Schizocyathidae. De wetenschappelijke naam van de soort is voor het eerst geldig gepubliceerd in 1995 door Cairns.